# Литвиненко-Вольгемут Марія Іванівна
Марі́я Іва́нівна Литвине́нко, у шлюбі Во́льгемут (за уточненими даними 1 (13) лютого 1892, Київ — 3 квітня 1966, Київ) — українська оперна співачка (лірико-драматичне сопрано), педагогиня. Народна артистка СРСР (1936). Народна артистка Української РСР (1930). Учениця Марії Алексєєвої-Юневич.

## Життєпис

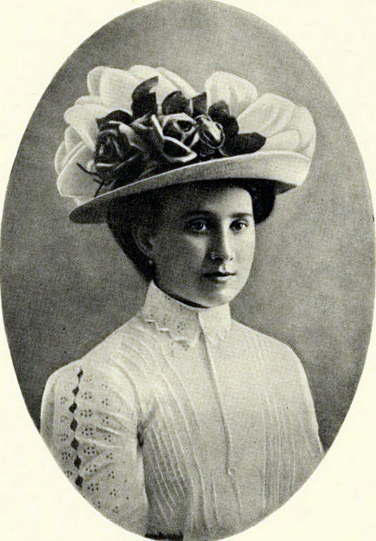
Марія Литвиненко-Вольгемут, 1912

Народилася в Києві у багатодітній сім’ї робітника, де всі кохалися в пісні. Батько Іван Іванович Литвиненко мав чудовий бас, гарно співала мати – Євдокія Семенівна, селянка з Полтавщини. У брата Якова був кришталево чистий тенор (пізніше став актором української трупи Дмитра Гайдамаки), у другого брата Павла – баритон величезного діапазону (згодом виступав як соліст «Вокальної руської капели», що гастролювала країнами Європи). Добре співали і сестри Ганна та Олександра. 
1912 року закінчила Київське музичне училище за класом співу; дебютувала в українській трупі Миколи Садовського. 1915 року одружилася з Григорієм Вольгемутом, театральним адміністратором. Виступала в оперних театрах Санкт-Петербурга (Петрограда) (1914—1916), в Київському оперному театрі «Музична драма» (1919), в оперних театрах Вінниці (1919—1922), Харкова (1923—1935) і знову Києва (1935—1953). Мала сильний чистий голос, високорозвинену вокальну техніку. Її репертуар містив понад 70 оперних партій. Створила яскраві образи, позначені національним колоритом: Оксана, Одарка («Запорожець за Дунаєм» Гулака-Артемовського), Панночка, Наталка, Настя («Утоплена», «Наталка Полтавка», «Тарас Бульба» Миколи Лисенка), «Катерина» Аркаса, українські народні пісні. Виконувала партії класичного репертуару.
У часи Другої світової війни евакуювалась разом із театром до Уфи, а потім до Іркутська. Там напружено працювала над новим оперним репертуаром, сповнюючи кожну свою партію глибоким змістом. Часто виступала в госпіталях перед пораненими, виїздила на фронт у складі концертних бригад. Бійці добре знали ім'я Литвиненко-Вольгемут і захоплено зустрічали артистку.
Від 1944 року — професорка Київської консерваторії. Відзначена Державною премією СРСР (1946), орденами.

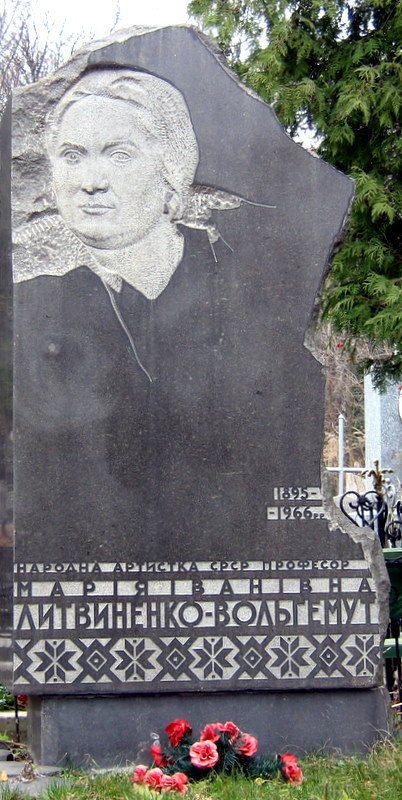
Надгробок Марії Литвиненко-Вольгемут

Проживала у м. Києві за адресою вул. Пушкінська, 20-а. Померла 3 квітня 1966 року. Похована в Києві на Байковому кладовищі (надгробок — граніт; скульптор О. П. Олійник; встановлений у 1971 році).

## Фільмографія
Озвучила роль Наталки у фільмі «Наталка Полтавка» (1936, режисер І. Кавалерідзе).
Знялась в ролі Одарки у фільмі Василя Лапокниша «Запорожець за Дунаєм» (1953). У цьому образі її й виліпив Іван Кавалерідзе (1949).